# Козінцев Григорій Михайлович
Григо́рій Миха́йлович Ко́зінцев (*9 березня (22 березня за новим стилем) 1905, Київ — † 11 травня 1973, Ленінград) — радянський кінорежисер, педагог. Народний артист СРСР (1964). Брат радянської художниці Любові Козінцової.

## Біографія
Народився 22 березня 1905 року в сім'ї лікаря в Києві. Козинцев навчався в П'ятій київській гімназії. 1919 — Київська школа живопису Олександри Екстер.
Створив експериментальний театр «Арлекін», здійснив вуличну виставу за п'єсою «Цар Максиміліан». Навчався у Вільних художніх майстернях. Написав разом з іншими авторами «Маніфест ексцентричного театру».
1922 Козинцев та Трауберг організували Театральну майстерню «Фабрика ексцентричного актора». Один з авторів фільму «Похождения Октябрины» (1924). Перший повнометражний фільм Козинцева і Трауберга — романтична мелодрама «Чёртово колесо» (1926).
Фільм «Шинель» (1926), екранізація «Петербургских повестей» Н. В. Гоголя, комедія «Братишка» (1926), історична мелодрама «С. В. Д.» (1927). Перша звукова картина — «Одна» (1931), відомі також постановки «Короля Ліра» (1941), «Отелло» (1943) та «Гамлета» (1954). З 1944- ВГІК — режисерська майстерня (з 1960- професор). 1962- книга «Наш современник Вильям Шекспир», шекспіровська екранізація «Гамлет» (1964). Ленінська премія (1965), спеціальна премія Міжнародного кінофестивалю у Венеції. 1965-71- керівник режисерської майстерні при «Ленфільмі». Написав історико-теоретичні монографії: «Глубокий экран» (1971) і «Пространство трагедии» (видана посмертно, 1973).
Найбільшим кіноуспіхом Козінцева вважається екранізація повісті Миколи Гоголя «Шинель» (1926). Крім того, Козінцев здійснив екранізацію «Дон Кіхота», «Гамлета», «Короля Ліра».
" Дон Кіхот " Міжнародним кінофестивалем у Ванкувері (1958) визнаний класичним зразком екранізації літературних творів. В створенні декорацій до фільму брав участь іспанський художник в еміграції у СРСР — Альберто Санчес, що працював ще з театральним режисером Таіровим Олександром Яковичем (1885—1950). Частку сцен фільму знімали в Україні.
«Гамлет» удостоєний спеціальної премії кінофестивалю у Венеції (1964).

## Фільмографія

### Режисер
- 1924 — Пригоди Октябрини
- 1924 — Красная газета
- 1925 — Мішки проти Юденича
- 1926 — Чортове колесо
- 1926 — Шинель
- 1927 — Братик
- 1927 — С. В. С.
- 1929 — Новий Вавилон
- 1931 — Одна
- 1934 — Юність Максима
- 1937 — Повернення Максима
- 1938 — Виборзька сторона
- 1941 — Бойова кінозбірка № 2. «Випадок на телеграфі»
- 1942 — Юний Фриц
- 1942 — Одного разу вночі (кіноновела з Бойової кінозбірки «Наші дівчата»)
- 1945—1956 — Прості люди
- 1947 — Пирогов
- 1951—1953 — Бєлінський
- 1957 — Дон Кіхот
- 1964 — Гамлет
- 1970 — Король Лір

Всі фільми до «Выборгской стороны», а також фільм «Простые люди» — у співпраці з Л. З. Траубергом

### Сценарист
- 1924 — Пригоди Октябрини
- 1924 — Красная газета
- 1925 — Мішки проти Юденича (у співавт. з І. Е. Куниною)
- 1926 — Братик
- 1929 — Новий Вавилон
- 1931 — Одна
- 1934 — Юність Максима
- 1937 — Повернення Максима
- 1938 — Виборзька сторона)
- 1941 — Бойова кінозбірка № 1. «Зустріч з Максимом»
- 1945 — Прості люди
- 1951 — Бєлінський (у співавт. з Ю. Германом і Е. П. Серебровською)
- 1964 — Гамлет
- 1970 — Король Лір

Всі сценарії від «Похождения Октябрины» до «Простые люди» написані разом з Л. З. Траубергом.
Сценарій «Мишки против Юденича» спільно ще із І. Е. Куніною.
Сценарій «Белинский» — спільно з Ю. П. Германом та Е. П. Серебровською

## Пам'ять
2002 року Марина Чудіна зняла документальний фільм про життя та працю Григорія Козінцева.